# إدي روبرتسون
إدي روبرتسون (بالإنجليزية: Eddie Robertson)‏ (19 ديسمبر 1935 بإدنبرة في المملكة المتحدة - 1 ديسمبر 1991 في المملكة المتحدة) هو مدرب كرة قدم ولاعب كرة قدم بريطاني في مركز الظهير. لعب مع نادي بوري ونادي ترانمير روفرز لكرة القدم ونادي ريكسهام وEllesmere Port Town F.C. ‏.